# ジェット証券
ジェット証券株式会社は、かつて存在していた日本の証券会社。
オンラインを主体とした株式委託売買、アイドルファンドやグリーンシート銘柄、新型投資信託を扱っていた。2009年にオリックス証券に吸収。
ジャンボジェット（ボーイング747）にちなんで、当初の株式売買手数料は1回につき747円と設定されていた。

## 沿革
- 1999年9月 - ジェット証券、設立。
- 2002年9月30日 - グリーンシート指定。
- 2006年8月29日 - グリーンシート代表取扱会員（主幹事）業務[1]。
- 2009年3月 - オリックス証券に三角合併方式にて吸収合併[2]。(その後、2010年にオリックス証券もマネックス証券に吸収合併された。)
- 2009年3月1日 - オリックス証券に吸収合併により、グリーンシート銘柄指定取消。

## 文献
1. ↑  ディー・ブレイン証券「グリーンシート株式公開」及びジェット証券による初のグリーンシート代表取扱会員（主幹事）業務について
2. ↑  ジェット証券株式会社との合併に関するお知らせ(オリックス証券)